# 윌허프 타킨
윌허프 타킨(Grand Moff Wilhuff Tarkin)은 스타워즈에 등장하는 대총독이다. 데스 스타의 지휘관으로, 막강한 권력을 행사했다. 영국의 배우 피터 커싱이 연기했다.

## 상세
쉬브 팰퍼틴 황제의 최측근으로서 의원 시절부터 친분이 있었으며 은하제국 개국 후 대총독의 자리에 오른다. 대단한 권력이 있는 인물로 다스 베이더와도 스스럼 없는 사이였으며 황제의 신임도 깊었다. 데스 스타의 총지휘관으로서 데스 스타 운용과 스카리프 전투, 야빈 전투를 지휘하나, 야빈 전투에서 데스 스타의 폭발로 사망한다.로그 원: 스타워즈 스토리에서는 오슨 크레닉의 상관으로 제다와 스카리프 포격을 지시한다.스타워즈 에피소드 3: 시스의 복수의 엔딩에서는 쉬브 팰퍼틴과 함께 서있다가 다스 베이더가 등장하자 자리를 비켜주고,TV 시리즈 반란군에도 등장한다.